# Neukirchen an der Enknach
Neukirchen an der Enknach är en ort och kommun  i Österrike. Den ligger i distriktet Braunau am Inn i förbundslandet Oberösterreich, 240 kilometer väster om huvudstaden Wien. 
Kommunen består av 43 orter (Ortschaften) (inom parentes invånarantal 1 januari 2024):

- Apfenthal (16)
- Badhub (10)
- Bogendorf (216)
- Brunn im Gries (28)
- Bründl (7)
- Dietzing (105)
- Dorf (26)
- Eisenhub (20)
- Engelberg (17)
- Enknach (22)
- Eschberg (14)
- Friedrichsdorf (566)
- Gsotthub (25)
- Hinterberg (3)
- Hof (4)
- Hollstraß (9)
- Händschuh (69)
- Häusl (14)
- Kammerleiten (22)
- Kirchweg (11)
- Kottingauerbach (17)
- Königsaich (10)
- Lach (31)
- Maierhof (14)
- Neukirchen an der Enknach (414)
- Oberguggen (17)
- Oberthal (29)
- Paßberg (2)
- Rittersberg (22)
- Scheuhub (33)
- Schmalzhofen (14)
- Schützing (50)
- Solling (69)
- Spritzendorf (4)
- Stadlern (33)
- Stockhofen (24)
- Stoibergassen (13)
- Straß (105)
- Tausendengel (22)
- Unterguggen (23)
- Unterholz (5)
- Wiesmaiern (24)
- Österlehen (151)